# Ступінь репрезентативності оселищ
Ступінь репрезентативності оселищ (біотопів) є мірилом того, наскільки певний тип біотопу є типовим. Це особливо важливо щодо співвідношення типів біотопів в національній класифікації із типами біотопів Резолюції 4 Бернської конвенції або Додатку І Оселищної Директиви відповідно до їхньої характеристики в тлумачних посібниках, які можна вважати еталоном типовості. Відповідно до рекомендацій таку оцінку можна давати як для конкретних територій мереж Натура 2000 і Емеральд, так і для групи таких територій або загалом для всієї країни.
Відповідно до рекомендацій щодо заповнення стандартної форми даних для територій Натура 2000, ступінь репрезентативності може мати три типи:
A: найвища репрезентативність,
B: висока репрезентативність,
C: значна репрезентативність.